# Kōhei Hata
Kōhei Hata  (japanisch 秦 恒平, Hata Kōhei; geboren 21. Dezember 1935 in Kyōto) ist ein japanischer Schriftsteller.

## Leben und Wirken
Kōhei Hata machte seinen Studienabschluss an der Dōshisha-Universität. Während seiner Tätigkeit bei einem Verlag für medizinische Bücher schrieb er 1969 „Kiyotsune jusui“ (清経入水) – etwa „Kiyotsune (eine Figur des Nō-Dramas) ertränkt sich“ und erhielt dafür 1969 den Dazai-Osamu-Preis. Darauf begann er nur noch als Schriftsteller zu leben. Das Schreiben basiert auf seinem eigenen Hintergrund und seiner eigenen Sensibilität, die in der japanischen mittelalterlichen Kultur und der modernen ästhetischen Literatur verwurzelt sind.
Zu Seinen Werken gehören
- „Hisoku“ (秘色) – „Geheimnisvolle Farben“, 1970
- „Atsuko“ (慈子) – „Atsuko“, 1972
- „Migomori no mizuumi“ (みごもりの湖) – „Der See von Migomori“, 1974
- „Fuyu matsuri“ (冬祭り) – „Winterfest“, 1981
- „Hoku no jidai“ (北の時代) – „Zeit der Norddynastie“, 1984

Als Kritiker verfasste er u. a.
- „Hana to kaze“ (花と風) – „Blumen und Winde“, 1972
- „Onna bunka no shūen“ (女文化の終焉) – „Das Ende der Frauenkultur“, 1973
- „Tanizaki Jun’ichirō ‚Genji Monogatari‘ taiken“ (谷崎潤一郎〈源氏物語〉体験) – „Tanizaki Jun’ichirō – Erfahrung mit dem Genji Monogatari“, 1976
- „Kami to gengu no ma“ (神と玩具の間) – „Zwischen Gott und Spielzeug“, 1977